# Pselaphochernes balcanicus
Pselaphochernes balcanicus es una especie de arácnido  del orden Pseudoscorpionida de la familia Chernetidae.

## Distribución geográfica
Se encuentra en Bulgaria y Turquía.